# Маро Марканян
Maro Йелише Маркарян (на арменски: Մարո Եղիշեի Մարգարյան) е арменска поетеса, преводачка, членка на Съюза на писателите на СССР от 1937 г.

## Биография
Маро Маркарян е родена на 22 декември 1915 г. в Шулавер (сега село Шахумян, област Марнеули), Грузия, Руска империя, в селско семейство.
Завършва средно образование в местно училище в родното си място. Посещава Академията по живопис през 1933 г., открита в Тифлис.
Първото ѝ стихотворение е публикувано през 1935 г. През 1938 г. завършва висше образование в катедрата по литература в Ереванския университет.  След това учи в аспирантура в Арменския клон на Академията на науките на СССР.
В периода 1967 – 1984 г. работи в Комитета за културни връзки с диаспората.
Основните теми в поезията на Маркарян са свързани с любовта, човешките отношения и нейната историчска родина Армения. Стиховете на Маркарян са преведени и публикувани в няколко книги на руски език.
Маро Маркарян умира в Ереван на 28 или 29 януари 1999 г. Погребана е в Бюракан.

## Признание
- Орден за дружба на народите, 1985 г
- Държавната награда на СССР, 1983 г. (за стихосбирката „Посвещения“)
- Награда „Аветик Исаакян“, 1981 г. (за стихосбирката „Посвещения“)